# Vincent Luis
Vincent Luis (ur. 27 czerwca 1989 w Vesoul) – francuski triathlonista, trzykrotny olimpijczyk, brązowy medalista olimpijski.
Trzykrotnie uczestniczył w igrzyskach olimpijskich. W 2012 roku na igrzyskach w Londynie zajął 11. miejsce w zawodach indywidualnych, cztery lata później na igrzyskach w Rio de Janeiro był w tej konkurencji siódmy. Na igrzyskach olimpijskich w Tokio wziął udział w dwóch konkurencjach – zajął 13. miejsce w zawodach indywidualnych oraz zdobył brązowy medal olimpijski w sztafecie mieszanej (wraz z nim francuską sztafetę stanowili: Léonie Périault, Dorian Coninx i Cassandre Beaugrand).
W 2008 roku zwyciężył w rozgrywanych w Lizbonie mistrzostwach Europy juniorów.